# آرتور جپسون
آرتور جپسون (انگلیسی: Arthur Jepson; ۱۲ ژوئیهٔ ۱۹۱۵ – ۱۷ ژوئیهٔ ۱۹۹۷) بازیکن فوتبال، بازیکن کریکت، و سرمربی (فوتبال) اهل بریتانیا بود.
از باشگاه‌هایی که در آن بازی کرده‌است می‌توان به باشگاه فوتبال استوک سیتی، باشگاه فوتبال ناتینگهام فارست، باشگاه فوتبال منزفیلد تاون، باشگاه فوتبال سوانزی سیتی، باشگاه فوتبال گلاستر سیتی، باشگاه فوتبال لینکولن سیتی، باشگاه فوتبال نورتویچ ویکتوریا، باشگاه فوتبال گرنثم تاون، و باشگاه فوتبال پورت ویل اشاره کرد.